# アルテンベーケン
アルテンベーケン (ドイツ語: Altenbeken、 [alt̩nˈbeːk̩n]) は、ドイツ連邦共和国ノルトライン＝ヴェストファーレン州デトモルト行政管区のパーダーボルン郡に属す町村（以下、本項では便宜上「町」と記述する）である。

## 地理

### 位置
アルテンベーケンは、エッゲ山地の西麓、トイトブルクの森/エッゲ山地自然公園内の高度 200 m から 400 m に位置している。ヴェーザー山地が東側に伸びている。数 km 南にはザウアーラントの東部が位置している。15 km 南西に郡庁所在地のパーダーボルンがある。アルテンベーケン地区をベーケ川が流れている。

### 地質学
自然地域区分上、ニーダーザクセン高地オーベレス・ヴェーザーベルクラント（ヴェーザー山地上流側）のアルテンベーケナー石灰岩山地に属すこの町の町域は、パーダーボルン高地の北部に連なり、エッゲ山地中央部の盆地に位置している。エッゲ山地は、西部の前山を含め、中生代の砂岩、石灰岩、泥灰岩といった堆積岩で構成されている。これらの岩は、この地域が湖に覆われていた白亜紀に形成された。これらの岩盤の表土は、隆起や浸食の影響により、アルテンベーケン付近では西向きにわずかに傾いている。三畳紀前期、特にムシェルカルク統の石灰岩や泥灰岩は、エッゲ山地の急峻な東斜面にあたる、ホルン＝バート・マインベルクのケンペン地区とバート・ドリーブルクのノイエンヘールゼ駅とを結ぶ線上で主に見られる。三畳紀前期および古生代の岩は、地中深くに存在する頑丈な地盤に位置している。エッゲ山地の西の前山地域や谷の部分は、氷期の脆い岩で覆われている。ここには川によって砂や礫が、風によって黄土が運ばれて堆積した。石灰分が溶解した結果、カルスト化により、石灰岩や泥灰岩の陥没や洞窟が形成された。

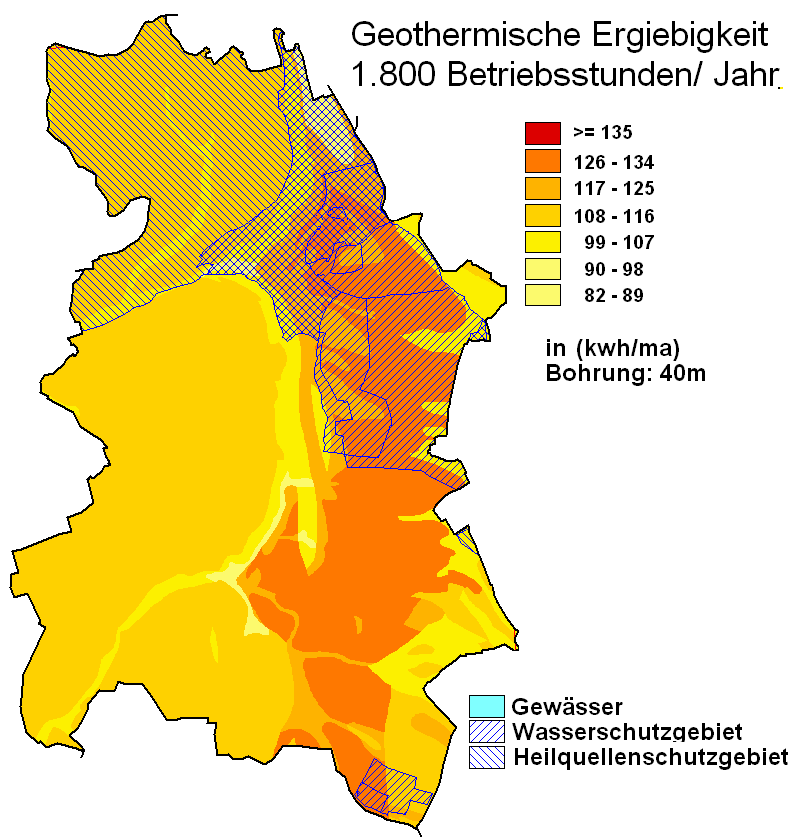
アルテンベーケンの地熱分布図

中生代に形成された白亜紀前期の節理が生じた砂岩や、ムシェルカルク統前期のカルスト化した石灰岩は地下水の好適な水路となった。その受容・貯蔵能力は、表皮の深い谷によって減殺されている。アルテンベーケンの飲料水の大部分は白亜紀前期の砂岩を通ったものである。ボラーボルン水源は、約半量がムシェルカルク統前期の地層の地下水である。この他に、アプール水源やザーゲタールの井戸で飲料水の取水が行われている。中生代の岩の一部は鉱物原料として利用されたが、現在では採石は行われていない。
エッゲ山地の尾根に石や岩屑を多く含む砂状のポドゾルが広がっている。これは極めて栄養分が乏しく酸性度がとても高い土壌である。同様のポドゾル＝ブラウンエルデの土壌構成はボラーボルンの北側に見られ、その南側は森に覆われた氷期の黄土からなるブラウンエルデの土地となっている。スタグノゾルの土地は、アルテンベーケンの外れ、シュヴァーナイの南付近のわずかな部分に見られる。この辺りは、牧草地などの緑地として利用されている白亜紀の粘土を多く含んだ泥灰岩からなっている。
アルテンベーケンの町域は、地熱ゾンデによる地熱源やヒートポンプによる地熱採取については、平野部では「良好」、エッゲ山地地域では「極めて良好」な状態にある（右図参照）。

### 町域の広がりと土地利用
「グローセ・ラントゲマインデ」（直訳すると「大きな田舎町」）に格付けされるアルテンベーケンの面積は、76.22 km2 である。土地の大部分は農林業用地で、合わせて約 89.8 % を占める。南北軸の最大長は約 19.9 km、東西軸のそれは約 8.9 km である。
| 土地利用別面積 | 農業用地 | 森林   | 住宅地、空き地、 産業用地 | 交通用地 | 水域  | スポーツ用地 緑地 | その他の用途 |
| -------------- | -------- | ------ | ------------------------- | -------- | ----- | ----------------- | ------------ |
| 面積 (km2)     | 25.78    | 42.38  | 3.16                      | 4.25     | 0.19  | 0.42              | 0.04         |
| 占有率         | 33.8 %   | 55.6 % | 4.1 %                     | 5.6 %    | 0.3 % | 0.6 %             | 0.0 %        |

### 隣接する市町村
アルテンベーケンは、北はホルン＝バート・マインベルク（リッペ郡）およびシュタインハイム（ヘクスター郡）、東はバート・ドリーブルク（ヘクスター郡）、南はリヒテナウ、西はパーダーボルンおよびバート・リップシュプリンゲ（3市ともにパーダーボルン郡）と境を接する。

### 自治体の構成
この町の基本条例によれば、アルテンベーケンはアルテンベーケン地区、ブーケ地区、シュヴァーナイ地区の 3地区で構成されている。3地区はそれぞれ地区長を有している。
以下の表に各地区の面積と人口を記述する。
| 各地区の人口と面積 | 各地区の人口と面積 | 各地区の人口と面積 | 各地区の人口と面積     | 各地区の人口と面積 |
| 地区名             | 面積 (km2)1        | 人口2              | アルテンベーケン地区図 |                    |
| ------------------ | ------------------ | ------------------ | ---------------------- | ------------------ |
| アルテンベーケン   | 25.93              | 4,000              | アルテンベーケン地区図 |                    |
| ブーケ             | 16.73              | 2,500              | アルテンベーケン地区図 |                    |
| シュヴァーナイ     | 30.94              | 2,970              | アルテンベーケン地区図 |                    |
| 合計               | 76.22              | 9,473              | アルテンベーケン地区図 |                    |

1. 面積は、旧アムト・アルテンベルケン時のものである

2. 人口は、2007年12月31日現在の概数である

### 気候
アルテンベーケンは、中央ヨーロッパの穏やかな気候圏の、亜大西洋海洋性気候に属している。冬季は大西洋の影響でおおむね穏やかであり、夏季はかなり暑い。年間平均気温は約 7 – 8 ℃である。
亜大西洋性海岸気候によって、年間を通じて比較的均一に降水のある湿潤な気候である。この町の町域に関する気象データはなく、隣接する市町村のデータを用いる必要がある。約 8 km 北に位置し、高度が 110 m 高いフェルトロム測候所における年間降水量の長期平均値は 1,258.8 mm で、ドイツ全体の平均値 (700 mm) よりもかなり多い。約 12 km 東に位置し、アルテンベーケンとほぼ同じ高度のニーハイム測候所における年間降水量の平均値は 908.4 mm である。
平均気温は、約 9 km 離れたバート・リップシュプリンゲの値であるが、この測定点はアルテンベーケンよりかなり高度が低い。平均日照時間は、12.5 km 離れたバート・マインベルクの値である。
| ニーハイム (230 m) の降水量、バート・シュプリンゲ (140 m) の気温、バート・マインベルク (216 m) の日照時間の気候 | ニーハイム (230 m) の降水量、バート・シュプリンゲ (140 m) の気温、バート・マインベルク (216 m) の日照時間の気候 | ニーハイム (230 m) の降水量、バート・シュプリンゲ (140 m) の気温、バート・マインベルク (216 m) の日照時間の気候 | ニーハイム (230 m) の降水量、バート・シュプリンゲ (140 m) の気温、バート・マインベルク (216 m) の日照時間の気候 | ニーハイム (230 m) の降水量、バート・シュプリンゲ (140 m) の気温、バート・マインベルク (216 m) の日照時間の気候 | ニーハイム (230 m) の降水量、バート・シュプリンゲ (140 m) の気温、バート・マインベルク (216 m) の日照時間の気候 | ニーハイム (230 m) の降水量、バート・シュプリンゲ (140 m) の気温、バート・マインベルク (216 m) の日照時間の気候 | ニーハイム (230 m) の降水量、バート・シュプリンゲ (140 m) の気温、バート・マインベルク (216 m) の日照時間の気候 | ニーハイム (230 m) の降水量、バート・シュプリンゲ (140 m) の気温、バート・マインベルク (216 m) の日照時間の気候 | ニーハイム (230 m) の降水量、バート・シュプリンゲ (140 m) の気温、バート・マインベルク (216 m) の日照時間の気候 | ニーハイム (230 m) の降水量、バート・シュプリンゲ (140 m) の気温、バート・マインベルク (216 m) の日照時間の気候 | ニーハイム (230 m) の降水量、バート・シュプリンゲ (140 m) の気温、バート・マインベルク (216 m) の日照時間の気候 | ニーハイム (230 m) の降水量、バート・シュプリンゲ (140 m) の気温、バート・マインベルク (216 m) の日照時間の気候 | ニーハイム (230 m) の降水量、バート・シュプリンゲ (140 m) の気温、バート・マインベルク (216 m) の日照時間の気候 |
| 月 | 1月 | 2月 | 3月 | 4月 | 5月 | 6月 | 7月 | 8月 | 9月 | 10月 | 11月 | 12月 | 年 |
| --- | --- | --- | --- | --- | --- | --- | --- | --- | --- | --- | --- | --- | --- |
| 日平均気温 °C （°F）                                                                                            | 0.9 (33.6) | 1.6 (34.9) | 4.3 (39.7) | 7.9 (46.2) | 12.4 (54.3) | 15.3 (59.5) | 16.8 (62.2) | 16.7 (62.1) | 13.8 (56.8) | 10.1 (50.2) | 5.2 (41.4) | 2.3 (36.1) | 8.94 (48.08) |
| 降水量 mm （inch）                                                                                              | 86.9 (3.421) | 61.0 (2.402) | 72.3 (2.846) | 64.3 (2.531) | 78.4 (3.087) | 83.7 (3.295) | 77.4 (3.047) | 79.5 (3.13) | 64.7 (2.547) | 58.1 (2.287) | 82.5 (3.248) | 99.6 (3.921) | 908.4 (35.762)                                                                                                  |
| 平均月間日照時間                                                                                                | 30.1 | 60.8 | 97.8 | 138.7 | 187.2 | 185.6 | 183.6 | 175.5 | 128.1 | 98.5 | 41.2 | 25.4 | 1,352.5 |
| 出典：ドイツ気象庁                                                                                              | | | | | | | | | | | | | |

## 歴史

### 先史時代
アルテンベーケン周辺の最も古い定住の証拠は新石器時代のものである。アルテンベーケン郊外の高台にいくつかの墳丘墓があり、クールボルンの水源地からは4,000 – 5,000年前のものと推定される石製のハンマーが1934年に発見された。興味深いのは、このハンマー（ロホアクストという固有名で呼ばれる）が北イタリア製だという事実である。類似のハンマーがインスブルックのチロル州立博物館フェルディナンデウムに展示されている。このハンマーは、素材: 閃緑岩/蛇紋石、生産地: グリンス/チロル、時代: 紀元前3500 – 2500年頃とされている。
アルテンベーケンへ向かう街道沿いからローマ時代の少額硬貨が数枚発見されている。この他、1958年の下水工事の際に、小さな蹄鉄が発見された。

### 文献記録
Beken という名称は、早くも1036年に文献に登場する。マインヴェルク司教がパーダーボルンのブスドルフ修道院にヘング、ブロックフーゼン、エリネーレ、アセルンの分農場を含む Bekena 荘園の十分の一税区を寄進した。主農場には、アムト・ベーケンの管理官が置かれた。その後、この荘園から Beken村が発展した。
13世紀初めに、シトー会のハルデハウゼン修道院の修道士とアルテンベーケンおよびシュランゲンの住民達との間で紛争が起こり、両村は破門された。両村の住民がドルハイムのハルデハウゼン修道院の荘園において放牧地や森林の木の実を共同利用することで合意したため、1211年にパーダーボルン司教ベルンハルト3世がこの破門を撤回した。この文書に Aldebekene から 7人の立会人が記名されている。これがアルテンベーケンの最も古い記載である。

### 中世後期
アルテンベーケンでは、1392年からエッゲ山地から産出する鉱石の溶鉱や木炭の製造が始まった。
14世紀から神聖ローマ帝国内にパーダーボルン大司教領が形成された。アルテンベーケンは、1448年までハルデハウゼン修道院領に属していた。1400年頃にペスト、飢餓、戦争に苦しめられた。この頃には、パンはほんとんど買えず、それどころか不良な果実とか森や野原の草を食べていた。樹皮を調理し、家畜の餌を食べた。
15世紀の初頭にケルン大司教がパーダーボルン司教の所領を奪取しようとしたため、パーダーボルン地方でフェーデが起こった。この危険な時代に住民達は小さな集落を離れて都市や大きな村に移り住んだ。このため、アルテンベーケンとノイエンベーケンの間にあった Katherbike 集落は廃村となった。フェーデにもかかわらず、アルテンベーケンには農民、手工業者、鉱山労働者、鋳造工が集まってきた。
この村は1448年にハルデハウゼン修道院から分離され、教会の村ノイエンベーケンが分割された。その直後に鉄鉱石の溶鉱炉が設けられた。農場はブスドルフ修道院に対して十分の一税の納税義務を負っていたが、農民はパーダーボルン司教領主に隷属した。継続的な農業が司教区に高い税収をもたらすため、司教領主は農民の健康に配慮した。

### 近世

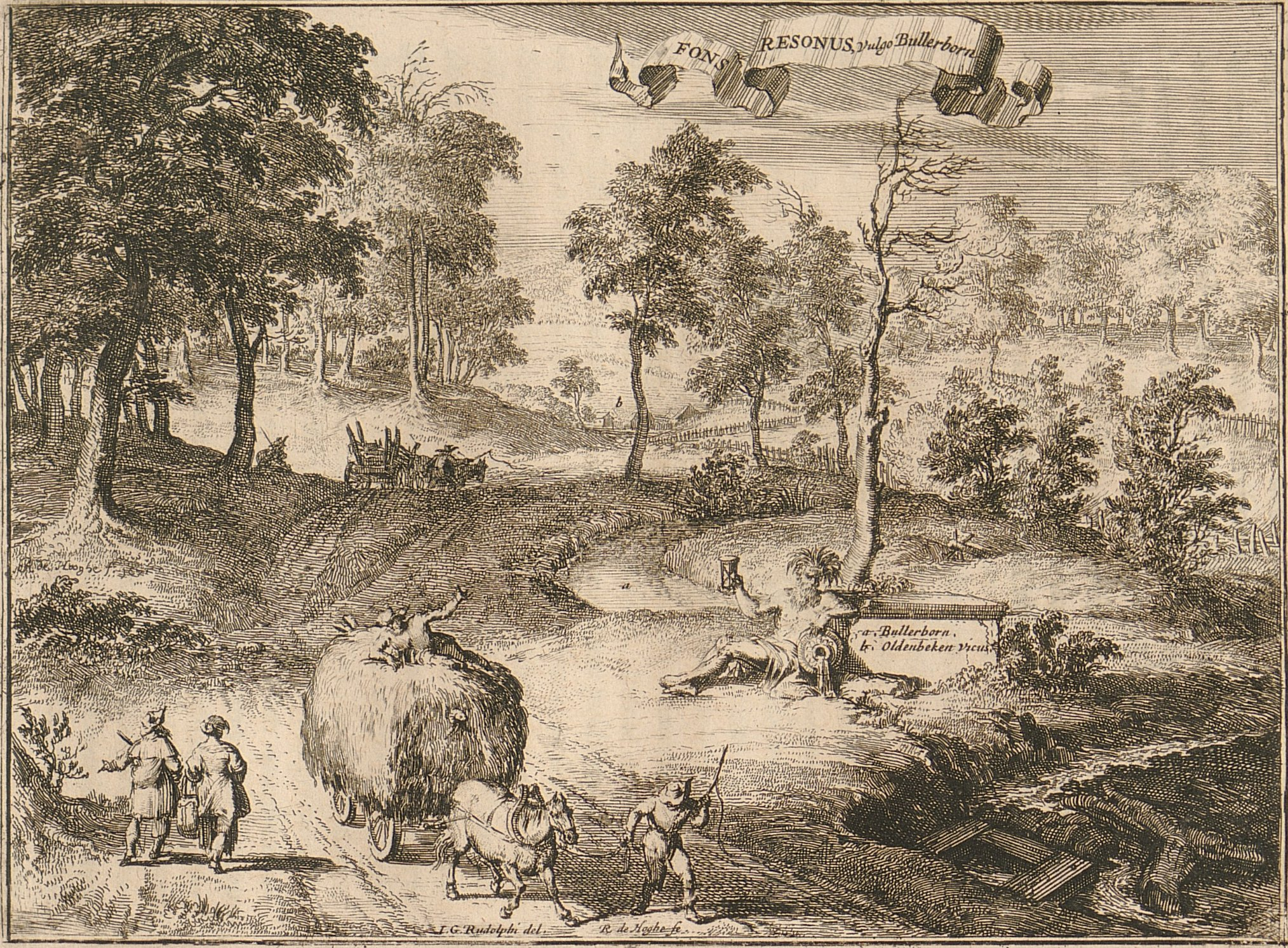
1672年の Monumenta Paderbornensia に描かれたアルテンベーケン

16世紀末にパーダーボルン地方はオランダの匪賊に襲われた。彼らは住居を蹂躙し、住民を拉致した。このため、1593年にパーダーボルン地方に数多くの射撃協会が設立された。1595年にオランダ人がこの地方を再び襲ったが、司教が 3000帝国ターラーを支払うことで手を引いた。その2年後アルテンベーケンの射撃隊が防衛に参加していたデルブリュックをオランダ人が襲撃した。このころ地域協力協定が結ばれた。
1607年に鉄鉱石の採掘が再興され、1610年に新しい製鉄所が建設された。1615年にはアルテンベーケンの麓に新しい鍛造工場が設けられた。三十年戦争（1618年 – 1648年）の時代、特に農民たちは苦境に立たされた。耕作されなくなった農場の地主はその土地を子供たちに分配し、これにより多くの小規模な農家が生じた。ヴェストファーレン条約によって戦争が終結した後、アルテンベーケンの農民たちは毎年1シェッフェルのカラスムギをノイエンベーケンの教区教会に納めることとなった。だが、それ以前の時代に農地が分割されており、生産効率が悪化していた。このため司教は1652年と1655年に土地の分割に関する新たな法令を発し、農地の一体性を保持した。1720年にも新たな法を制定している。
17世紀の終わりにアルテンベーケンのための最初の教区学校が設けられたが、授業が行われるようになったのは1717年からであった。学校施設や教員の俸給は教区組織が賄った。

### パーダーボルン司教領の終焉
1756年2月18日と1757年1月19日にアルテンベーケンで地震があった。同年8月には七年戦争の影響がこの村に及び、住民を苦悩と貧困に追いやった。飢餓のために大勢が死亡し、家屋が破壊された。
1766年5月、突風が吹き荒れて多くの建物に被害が出た。6月には泉も涸れるほどの干魃が起きた。この干魃は翌1767年1月まで続いた。同じ時期に再び地震があり、建物がひび割れた。1769年に司教領内で最初の火災保険が提供された。この頃多くの家は藁葺き屋根であった。石の屋根の家は1年間保険に加入できなかった。
1803年に帝国代表者会議主要決議に基づきプロイセン領となったことで、司教領主による土地所有は終焉した。プロイセンは新たな行政組織を命じ、領域は「郡」に分割された。アルテンベーケンは、（現在と同様に）パーダーボルン郡に属した。1811年12月23日の法令により農民たちは十分の一税を現金で納めなければならなくなった。この頃多くの農場は戦禍により借金を抱えていた。労働者は、鉱山や製鉄所で賃金を得ていた。農地の強制競売がアルテンベーケンでも行われた。その後も凶作によってこの村にさらなる困窮と飢餓がもたらされ、誰も村長をやりたがらない状態となった。アルテンベーケンは1815年から最終的にプロイセン王国領となった。
ナポレオン時代、この村はヴェストファーレン王国ヘクスター県のカントン・ドリーブルクの一部であった。この頃のアルテンベーケンの人口は 650人であった。1871年以降はドイツ国の一部となった。

### 19世紀の鉄道建設
1851年7月8日から、約 1,600人の労働者を使ってアルテンベーケンからヴァールブルクへの鉄道建設が始まった。これにより地元の飲食店や商人の売り上げは目に見えて増加した。1858年までに人口は 956人から 1,090人に増加した。1853年7月21日にこの路線が完成すると、渡りの労働者たちはこの町を離れ、商店の売り上げは再び減少した。町の住民がますます貧困になり、物乞いとなる状況に対して、1856年に貧困対策会が結成された。
1861年から1864年までレーベルクトンネルの建設が行われ、クライエンゼンへの鉄道路線と結ばれた。1864年にアルテンベーケンの駅が完成し、人口は1,300人となった。1872年にハノーファーへの路線が開通し、1895年にはリッペ地方（デトモルト）に至るヘルフォルト＝ヒンミヒハウゼン線も加わった。アルテンベーケンは重要な鉄道路線乗換駅となった。この町には鉄道職員やその他の職業の人々が定住するようになった。1901年12月20日、アルテンベーケンでの鉄道事故で12人が死亡した。
- 1900年の高架橋
- 1909年のレーベルクトンネル

### 近代
第一次世界大戦では、この町の 307人の男性が軍役に就いた。これには 48人の鉄道職員も含まれていた。鉄道施設および高架橋の監視のために、220人の兵士がアルテンベーケンに駐在した。町の工場や学校は閉鎖された。81人の兵士が鉄十字勲章を受勲したが、54人は故郷に戻れなかった。
1920年代のインフレーションにより、製鉄所も経営危機に陥り、100人の労働者を解雇しなければならなくなった。鉄道関係でも208人が職を失った。1924年の火災では、4件の家屋が焼失した。製鉄所は、最終的に1926年に操業を停止した。このため失業率は大きく増加した。

### 国家社会主義の時代
1933年1月30日にヒトラーが首相に指名された後、同年2月15日にNSDAP支部グループが発足したが、わずかな住民が登録しただけであった。その後、多くの住民がNSDAPの組織に参加し、学生たちはヒトラーユーゲントに加盟した。9月1日のポーランド侵攻後、鉄道施設と関連建造物監視のために 80人の兵士が駐在した。空襲に備えて6基の高射砲が配備された。1940年8月、捕らえられたフランス人が射撃ホールに収容され、製剤所や鉄道整備工場で強制労働に就かされた。1940年7月15日のバート・リップシュプリンゲの空爆で、高架橋に隣接する高射砲台が破壊された。
全部で5回発令された全警報の最初は、1944年9月13日のものであった。翌月15日、兵器を搭載した9機の戦闘機と40発の軽パラシュート爆弾によってアルテンベーケン駅が初めて攻撃を受けた。しかし、爆薬を搭載した車両2両が炎上し、数軒の家屋が軽い損傷を受けただけであった。1944年11月26日の教会でのミサの時間に最大の攻撃が行われた。最高レベルの警報の後、高架橋の線路を目標に400発の爆弾が投下され、5発が建物を直撃した。火災により12軒の家屋と聖十字架礼拝堂が甚大な被害を受け、27軒の家屋が全壊した。3日後に高架橋に対する2度目の攻撃が行われ、22人が死亡した。死亡者のうち15人は高架橋の修復に従事する作業者であった。修復工事はこの2回目の攻撃後も新たに進められた。鉄道に対する3度目の攻撃は1945年2月9日で、約200発の爆弾が投下されたが、この攻撃は失敗に終わった。1945年2月22日14時頃高架橋は4度目の攻撃を受けた。最後の攻撃は1945年3月30日であったが、わずか2発の爆弾が投下されただけであった。
1945年4月3日、アメリカ軍はすでにノイエンベーケンとホルンの一部を占領していた。4月4日13時頃、SSと国土防衛隊がアメリカ軍に対してわずかな抵抗を示した。この戦闘の後アメリカ軍はアルテンベーケンを占領した。4月5日にはさらにドリーブルクとブラーケルを経てヴェーザー川まで侵攻した。5月10日、駅はドイツ鉄道に引き渡され、再建が始まった。1年後には仮営業が再開された。

### 戦後
1945年から1949年までアルテンベーケンはイギリス管理地域の一部であった。1946年からノルトライン＝ヴェストファーレン州の下部に置かれ、1949年からドイツ連邦共和国の一部となった。1946年9月15日、ヨーゼフ・ドリラーがフランツ・フォルクハウゼンの後任として町長に選出された。アルテンベーケンの行政機関は、長い議論の末、1947年初めにこの集落に移された。

### 町村合併
1921年5月にバート・リップシュプリンゲは都市を宣言し、アムト・リップシュプリンゲは廃止された。他の自治体アルテンベーケン、ノイエンベーケン、ベンハウゼン、マリエンロー、ブーケ、シュヴァーナイは新たにアムト・アルテンベーケンとして統合された。行政機関は初めバート・リップシュプリンゲに留められていたが、1947年にアルテンベーケンに移転した。
ザウアーラント/パーダーボルン法によって1974年12月31日の満了を持ってアムト・アルテンベーケンは廃止された。旧アルテンベーケン町は1975年1月1日にブーケおよびシュヴァーナイと合併して新たな自治体アルテンベーケンとなり、廃止されたアムトの権利継承者となった。旧アムトのベンハウゼンとノイエンベーケンはパーダーボルン市に合併した。マリエンローは、これ以前の1969年にすでにパーダーボルン市に併合されていた。

## 住民

### 宗教
かつてパーダーボルン司教区に属していたため、アルテンベーケンの住民は伝統的にカトリック信者が多数派である。1448年までこの町のカトリック組織はハルデハウゼン修道院に属しており、その後ノイエンベーケン教区に編入された。司教ヘルマン・ヴェルナーは1692年4月23日の文書でノイエンベーケンの礼拝堂を分離し、教区集落ブーケに編入した。この礼拝堂は18世紀に助任司祭座に昇格された。助任司祭館は1764年に建設されたが、助任司祭は1774年に着任した。
独立した教区を設けようという試みは、3回失敗し、1894年の4回目で成就した。アルテンベーケンは、新しい教区設立のためにブーケの教区に 3,000マルクを弁済し、さらに毎年 25マルクの聖具費を支払っていた。1905年に聖十字架教会が建造された。地元住民が「アルテ・キルヒェ（旧教会）」と呼ぶ場所に、数年前に墓地ホールが増築された。墓地に礼拝堂が建設された後、このホールは聖具室に改築された。現在は、パーダーボルン大司教区パーダーボルン首席司祭区のエッゲ司牧会に属す3つの教会が組織されている。アルテンベーケンの聖十字架教会、ブーケの聖ディオニシウス教会、シュヴァーナイの洗礼者聖ヨハネ教会がそれである。

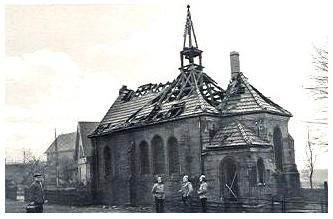
1934年3月23日の焼け落ちた福音主義教会

1888年、アルテンベーケンには 1,285人のカトリック信者、104人の福音主義教会信者、11人のユダヤ教徒がいた。1900年12月に福音主義教会が建設され、1901年11月14日に献堂された。この教会は、1934年3月22日に外壁まで焼け落ちた。この年の11月11日には早くも再建が始まり、1935年7月14日に献堂された。第二次世界大戦後の人口流入によって福音主義信者の比率が増加し、1946年5月に Hilfsprediger 職が設けられた。現在アルテンベーケン、ブーケ、シュヴァーナイの福音主義教会はバート・ドリーブルクの教会に属している。
現在の宗教分布を知る手がかりの一つが、ブラーケルの学生に対する所属宗教団体の調査である。この調査によれば、2006年/2007年の学期では学生の 33.3 % が福音主義、54.9 % がカトリック、2.2 % がイスラム教に所属した。3.5 % がその他の宗教または無宗教であった。
- アルテンベーケンの聖十字架教会
- アルテンベーケンの福音主義教会
- シュヴァーナイの洗礼者聖ヨハネ教会
- ブーケの聖ディオニシウス教会

### 人口推移
鉄道産業が興る以前のアルテンベーケン村の発展はゆっくりとしたものであった。1448年の人口は約300人、七年戦争（1756年 - 1763年）の時代に約600人という具合であった。1851年の鉄道建設とこれに伴う好景気により人口は顕著に増加した。
以下の表の数値は、1836年以前は記録に遺る自己申告値、1836年から1970年および1987年は人口調査結果、1975年以後はノルトライン＝ヴェストファーレン州情報技術局統計部門の公式な推計値に基づいている。1975年から1985年までの数字は推定値、1990年以降は1987年の人口調査結果に基づく研究値である。

#### 当時の町域内の人口推移
| 年   | 人口（人） |
| ---- | ---------- |
| 1800 | 600        |
| 1836 | 848        |
| 1858 | 1,090      |
| 1900 | 1,593      |
| 1910 | 2,048      |
| 1925 | 2,556      |
| 1934 | 2,684      |
| 1940 | 2,705      |

| 年   | 人口（人） |
| ---- | ---------- |
| 1941 | 2,588      |
| 1946 | 3,352      |
| 1950 | 3,613      |
| 1955 | 3,514      |
| 1960 | 3,332      |
| 1961 | 3,394      |
| 1970 | 3,474      |
| 1974 | 3,451      |

#### 現在の町域にあたる範囲の人口推移
| 年                | 人口（人） |
| ----------------- | ---------- |
| 1961 （6月6日）¹  | 5,604      |
| 1970 （5月27日）¹ | 6,095      |
| 1974 （6月30日）  | 6,322      |
| 1975 （12月31日） | 6,312      |
| 1980 （12月31日） | 6,561      |
| 1985 （12月31日） | 6,880      |
| 1987 （5月25日）¹ | 6,955      |

| 年                | 人口（人） |
| ----------------- | ---------- |
| 1990 （12月31日） | 7,632      |
| 1995 （12月31日） | 8,571      |
| 2000 （12月31日） | 9,588      |
| 2005 （12月31日） | 9,636      |
| 2007 （12月31日） | 9,473      |
| 2012 （12月31日） | 9,233      |

¹ 人口調査結果

## 行政

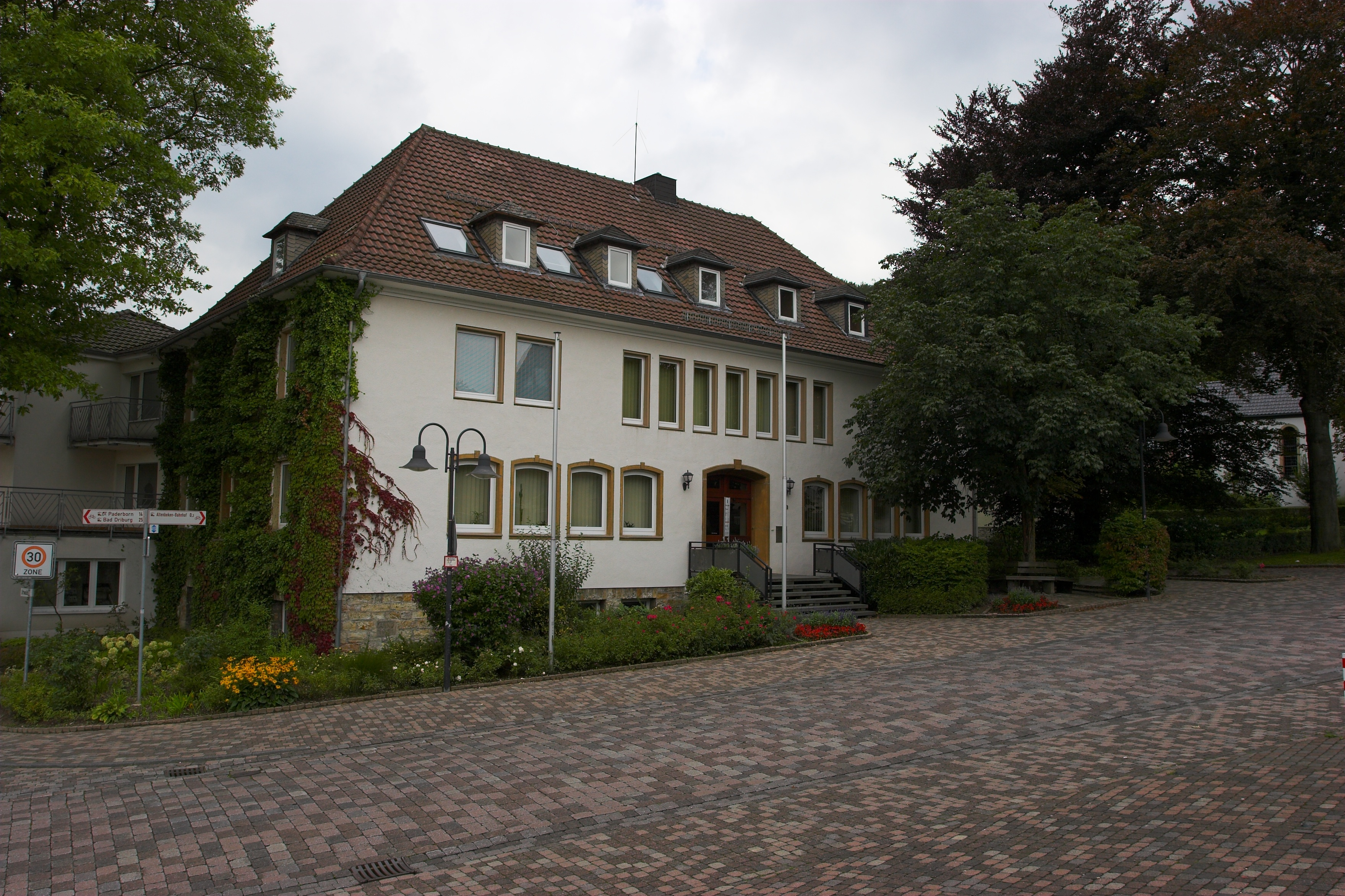
アルテンベーケンの町役場

### 町議会
アルテンベーケンの町議会は、2015年現在 28議席で構成されており、これに町長が議長として参加する。

### 首長
2020年の町長選挙ではマティアス・メラース (CDU) が 67.72 % の票を獲得して町長に選出された。前任者のハンス・ユルゲン・ヴェッセルス (SPD) は1999年からアルテンベーケンの第一町長を務めていた。彼はCDUが多数を占める町議会と対抗しながら公務を執行している。2014年の町長選挙では、第1回投票で 52.4 % の支持票を獲得して町長職を保持した。一方、町議会も CDU が多数派を保持した。
第二次世界大戦以後の歴代町長を以下に列記する。
- 1945年 - 1946年　アントン・ゲールハウゼン
- 1946年 - 1948年　ヨーゼフ・ドリラー
- 1948年 - 1956年　アントン・フライターク
- 1956年 - 1975年　ハインリヒ・メンネ
- 1975年 - 1979年　アントン・フィンケ
- 1979年 - 1993年　ヴィリ・エルンスト
- 1993年 - 1995年　ヴェルナー・ニッゲマイヤー
- 1995年 - 1999年　ダグマール・クライネマイアー
- 1999年 - 2020年　ハンス・ユルゲン・ヴェッセルス
- 2020年 - 　マティアス・メラース

### 紋章と旗
アルテンベーケンは、デトモルト行政管区長官からの文書によって1976年12月3日に紋章の使用権を授与された。
図柄: 青地に、4本の橋脚を持つ金の高架橋
紋章に描かれているアルテンベーケンの高架橋は、この街の象徴的建造物である。この高架橋は、フリードリヒ・ヴィルヘルム4世の治世に 2年の工期と 529,000ターラーの工費を費やして開通した。この橋は当時「ぞっとするほど深い4つの谷を跨ぐ、黄金の橋が現れたようだ」と称賛された。現在この橋は、近代的なイルミネーションによって、夜になると黄金の光を放っている。
1976年12月3日のデトモルト行政管区長官の文書は、幟として旗を使用することも許可している。
旗の図柄: 長辺に沿って青地と黄色地に二分割。幟の上部は黄色地で、町の紋章が描かれている。

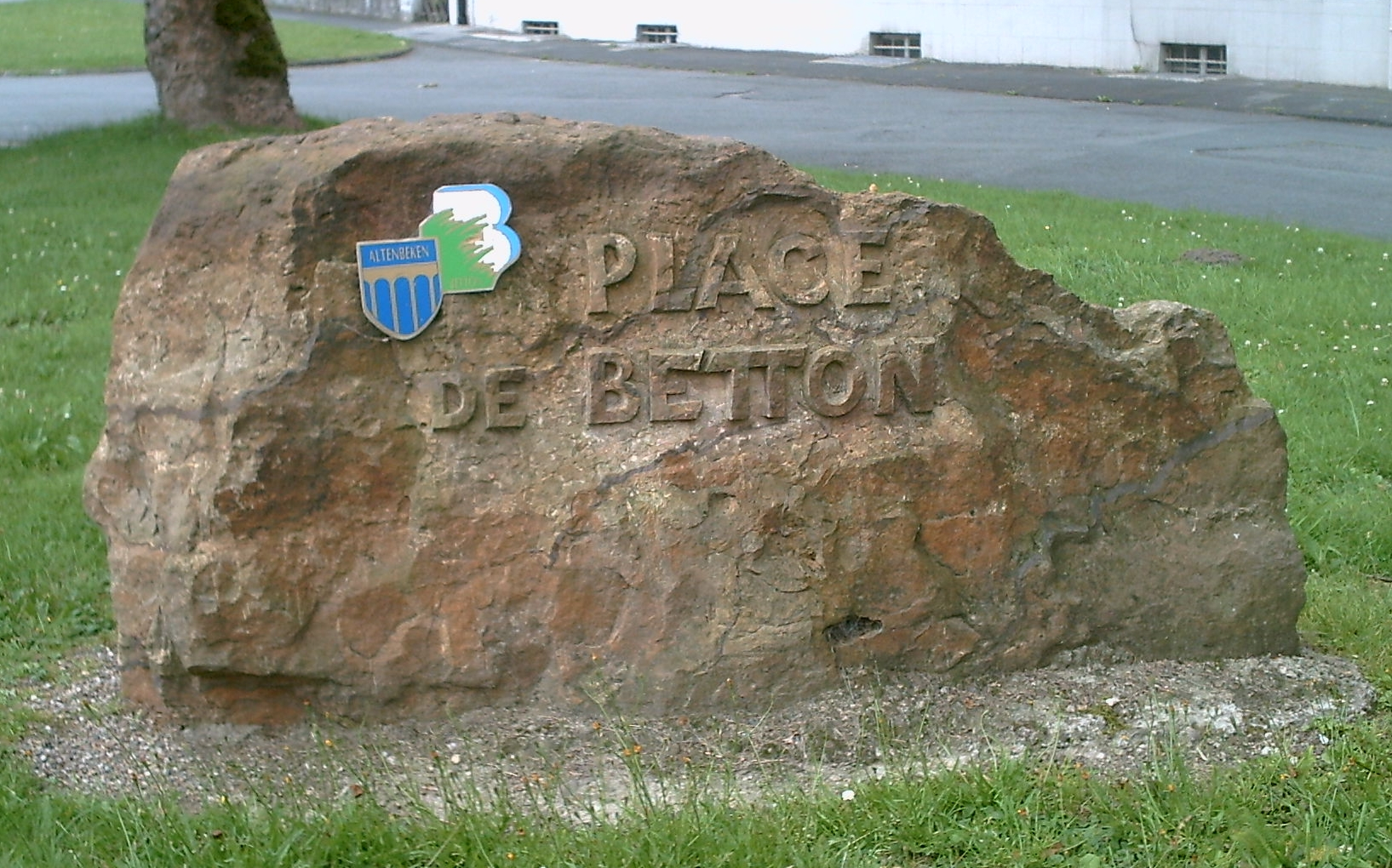
ベトン公園の姉妹自治体記念碑

### 姉妹自治体
- ベトン（フランス語版、英語版）（フランス、イル＝エ＝ヴィレーヌ県）1993年[21]

この姉妹自治体協定は、1993年7月16日にアルテンベーケンのエッゲ博物館で、同年10月9日にベトンで署名された。この際、両町の相互訪問を推進するために発足したドイツ＝フランス友好サークル・アルテンベーケン＝ベトンは解散したが、友好都市関係は継続しており、友好サークルの業務は町当局が引き継いでいる。

## 文化と見所

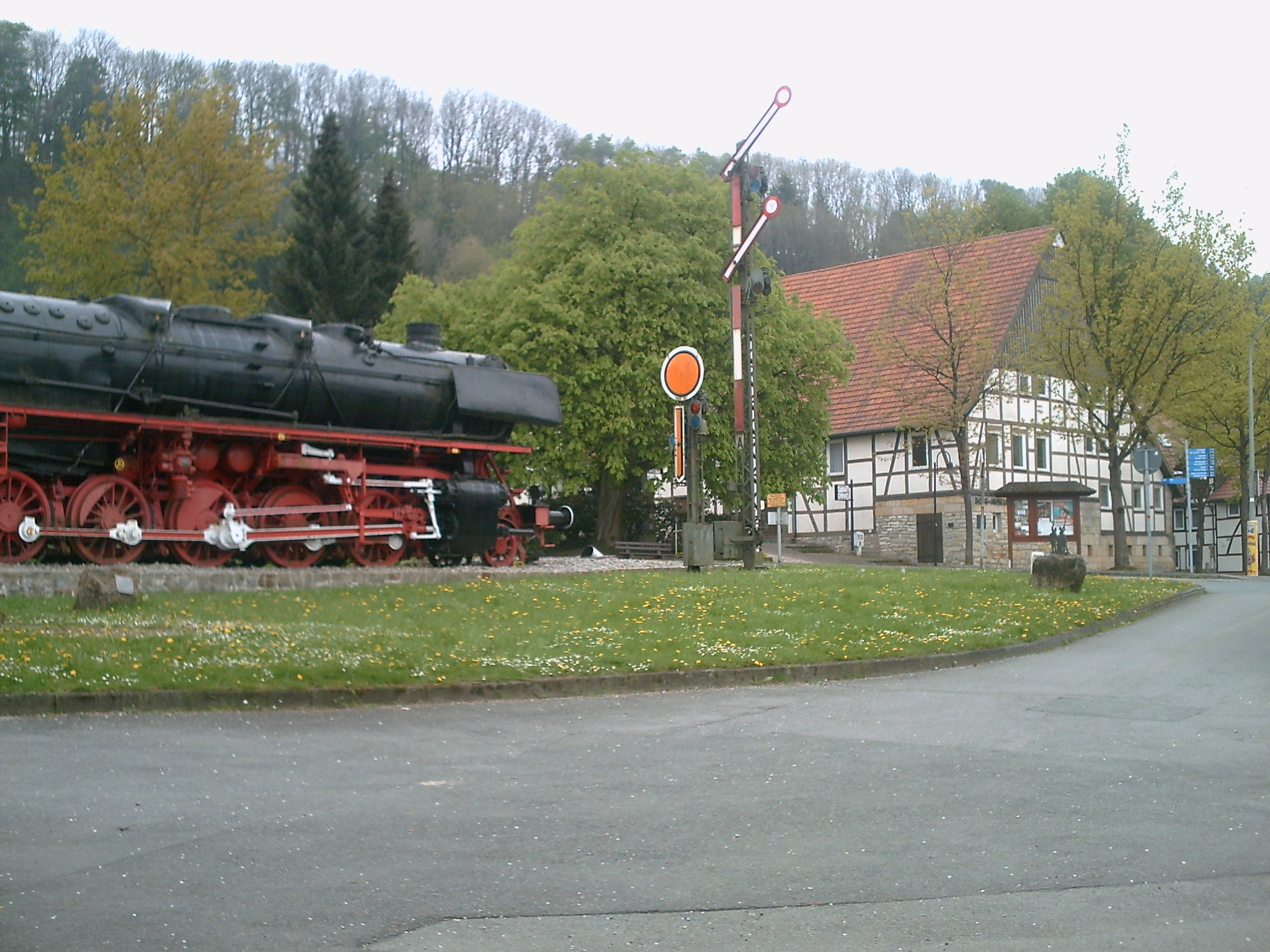
エッゲ博物館

### 演劇・ステージ
文化ビューロ OWL は、西部ドイツ放送 (WDR) と一部協力して、数多くの著名な芸術家をアルテンベーケンに招聘している。2006年/2007年シーズンには、マルティナ・シュヴァルツマン、ライナルト・グレーベ、ガビー・ケスター、ヴィグラフ・ドロステ、フォルカー・ピスパース、ファティフ・チェヴィコル、パウル・ミルンスがアルテンベーケンに出演した。会場はエッゲ博物館が使われている。この会場では WDR カバレットフェスト 2007 も開催された。

### 博物館
アルテンベーケンの古い木組み建築に、1976年にエッゲ博物館が開館した。ここでは主にアルテンベーケンでの鉄の採鉱と精錬が重要であった時代の文物が展示されている。

### 音楽
アルテンベーケンの3つの地区にはそれぞれ多くの音楽クラブが存在する。特に音楽隊の活動は、青少年活動と強く結びついており、地元の祭やイベントの判型となっている。1908年創設のガルデ＝グレナディーレ、1919年創設のアルテンベーケン・バーンオーケストラ、1949年に設立された第8フザーレン・ブーケ・トランペット隊、1901年に太鼓と吹奏楽の音楽隊として結成されたブンデスシュッツェン＝ガルデ音楽隊シュヴァーナイ、2003年に公式に結成されたケーニギン・キュラシーレ・アルテンベーケンがある。

### 建造物

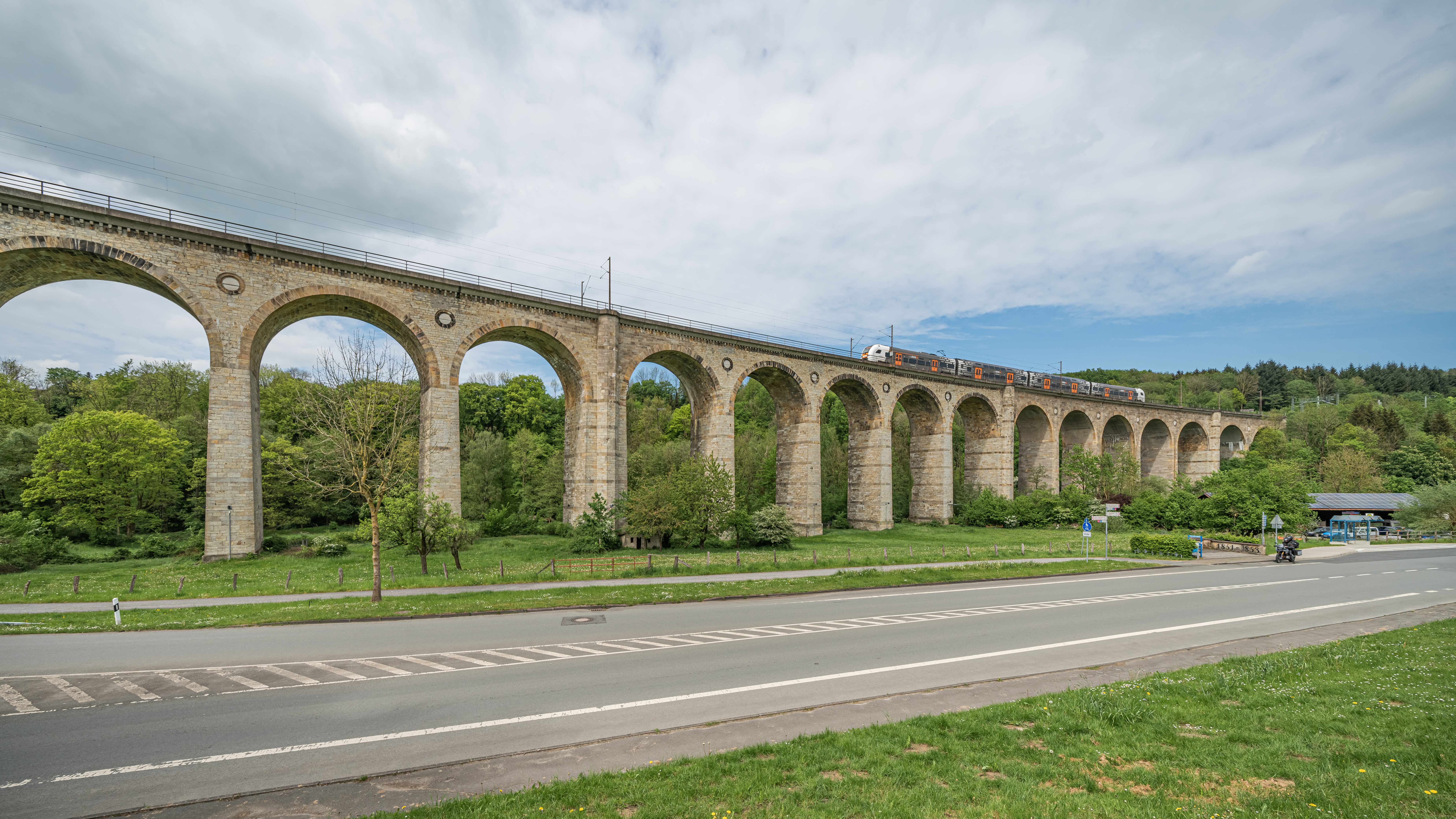
アルテンベーケン高架橋

観光面では、1853年に完成し、保護文化財に指定されているアルテンベーケン高架橋が有名である。町の紋章にもその姿が描かれている。印象的なこの橋は、長さ 482 m、高さ 35 m、24のアーチに支えられてベーケ川の谷を渡る。この橋は、ヨーロッパ最大の石灰岩製橋梁である。1944年11月と1945年2月に爆撃によって破壊された。運行が再開されたのは1950年10月のことであった。ノイエンベーケン方面にあたる西約 3 km に小高架橋がある。
アルテンベーケンからランゲラントへ向かう長さ1632 m のレーベルクトンネルもこの町の鉄道関連建造物の一つである。このトンネルは、1864年10月1日に公式運行を開始した。
聖十字架礼拝堂は1669年建造のバロック式ホール建築で、元々は天井にヴォールトが設けられていた。第二次世界大戦でヴォールトは破壊され、剥き出しの平天井が採用された。内部には、18世紀の十字架群像や聖母子像が祀られている。
アルテンベーケンには、ベーケ川を動力とする古い搾油水車も存在している。
- ノイエンベーケンの小高架橋
- アルテンベーケンの聖十字架礼拝堂
- アルテンベーケンの搾油水車

### 記念機関車

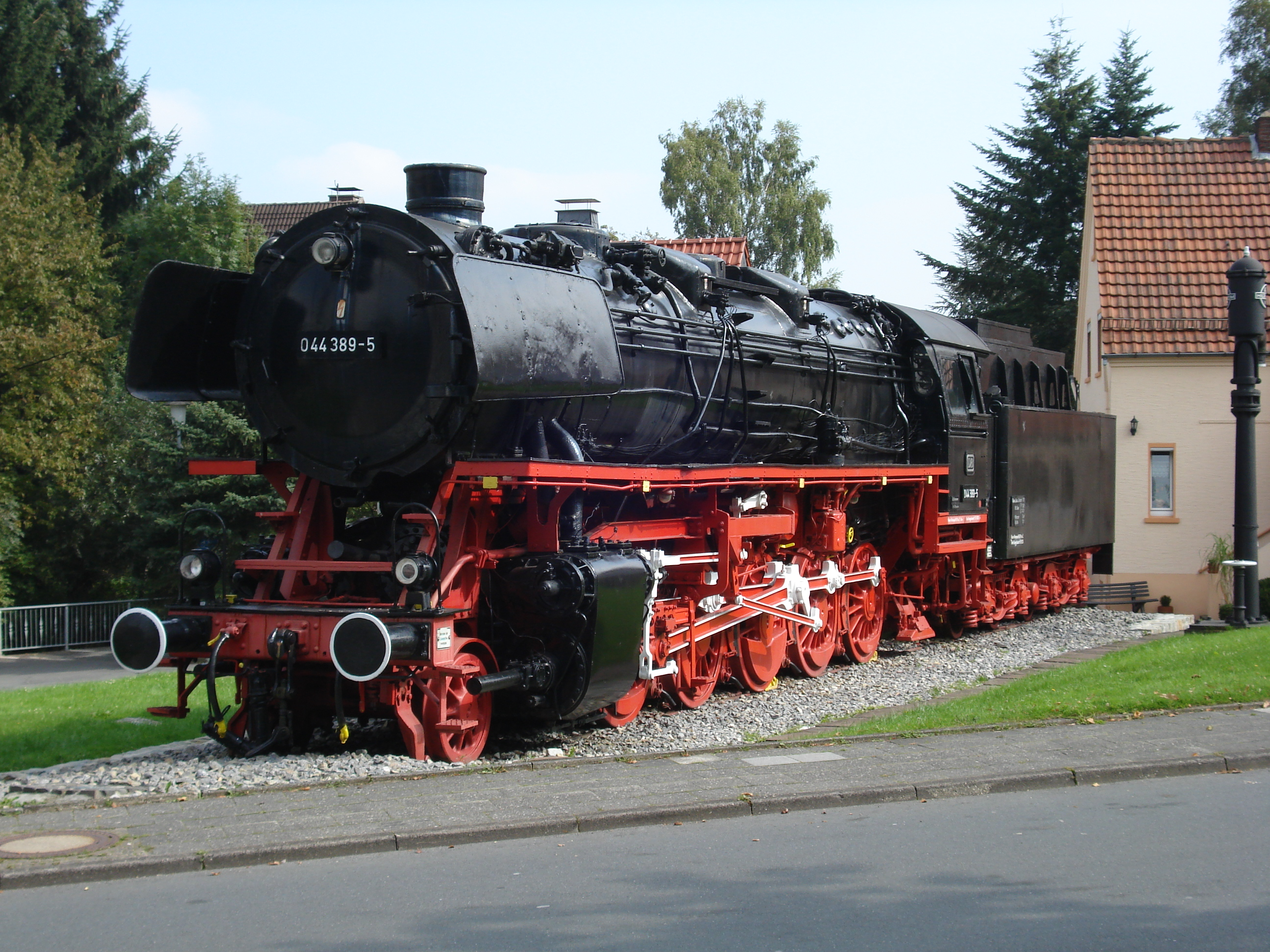
記念機関車

貨物機関車 044 389-5 はこの町に記念物として展示されている。1976年までアルテンベーケン近郊の路線で重い貨物列車を牽引していた機関車で、この町が発展した蒸気機関車時代を象徴するものである。展示されたのは1977年で、それに先立ちかつての機関車工場で関係者（機関士、整備士）によって修復がなされた。
沿革: 1976年に「ドリーブルガー・グルント」のレジャーパークが完成した際、当時の町長アントン・フィンケはここに子供たちが楽しめるよう機関車を設置することを提案した。企業家アントン・ドリラーは本物の機関車を購入し、展示するのに必要な金額を1万ドイツマルク (DM) と試算した。町議会議員としてこの会談の場に居合わせた当時のドイツ機関士組合 (GDL) 書記のルドルフ・コッホは、組合代表のフランツ・ヴォルフにこの旨を話し、ミンデンの中央局に費用の見積りを要請する書簡を送った。これらは矢継ぎ早に行われた。当時の町の事務長ハインリヒ・ミッデーケや鉄道会社の経営陣もこの企画に対する協力を表明した。オットベルゲンの機関車 044 389 が選ばれて、1976年12月10日に 14,800 DM プラス 11 % の付加価値税（計 16,428 DM）で譲渡された。購入、修理、補修、運搬に要した総額は約 40,000 DM であった。この費用はすべて寄付で賄われた。地元の国民銀行は購入費用の 16,800 DM を寄贈した。展示場所は博物館近くの、かつてヘーション鍛冶工場があった広場が選ばれた。軌道施設は技術長ロナルト・ランゲとその同僚たちによって移設された。
1977年10月14日、この機関車は最後の旅に出た。普段はボイラーを炊いてその上を通っていた高架橋のアーチの下をパーダーボルンからの重貨物車に乗せられ通過した。その後、この機関車は「主力機関車」としてルドルフ・コッホの指導下で整備・保護されている。

### 公園
アルテンベーケンには公式に登録されている公園はない。

### 自然保護区と自然文化財
アルテンベーケンには、2つの自然保護区の一部がかかっている。総面積約 1,871 ha の「エッゲ＝ノルト」（エッゲ北部）地区と、広さ 1.9 ha の「アルテンベーケン西部の大高架橋沿いの坑道」である。

### スポーツ
アルテンベーケンには、幅広いスポーツ分野をカバーする一般スポーツクラブが 4つある。さらに 3つの射撃協会、2つのバレーボールクラブ、2つの女子水泳クラブ、ドイツ人命救助協会支部、テニスクラブ、ランニングクラブが各1つある。スポーツクラブの多くは、アルテンベーケン・スポーツ連盟を形成している。

### 年中行事
アルテンベーケンには2003年から2年ごとに鉄道・文化祭「ヴィーヴァト・ヴィアドゥクト」が開催されている。この他に、聖ゼバスティアン射撃兄弟団アルテンベーケンが主催する射撃祭が毎年行われている。
聖ニコラウスの日には、1948年からバーン・ゾツィアルヴェルクが開催されている。ニコラウスパレードでは、聖ニコラウスは伝統的に（蒸気）機関車で駅にやって来て、その後マルクト広場に着くとそこで子供たちにプレゼントを分け与える。
ラジオ放送 WDR 5 は、不定期な間隔でキャバレーおよび娯楽番組「Lob der Provinz」を週末にアルテンベーケンから放送している。

### 名物料理・食材
パーダーボルン地域では主にライ麦とわずかに小麦が栽培されている。これらからパーダーボルナー・ブロット（パン）が作られる。ライ麦と小麦を3:1で混ぜ、酵母を加えて木製の発酵桶に入れる。一晩熟成させた後、翌日にこれを焼く。

## 経済と社会資本

### 交通

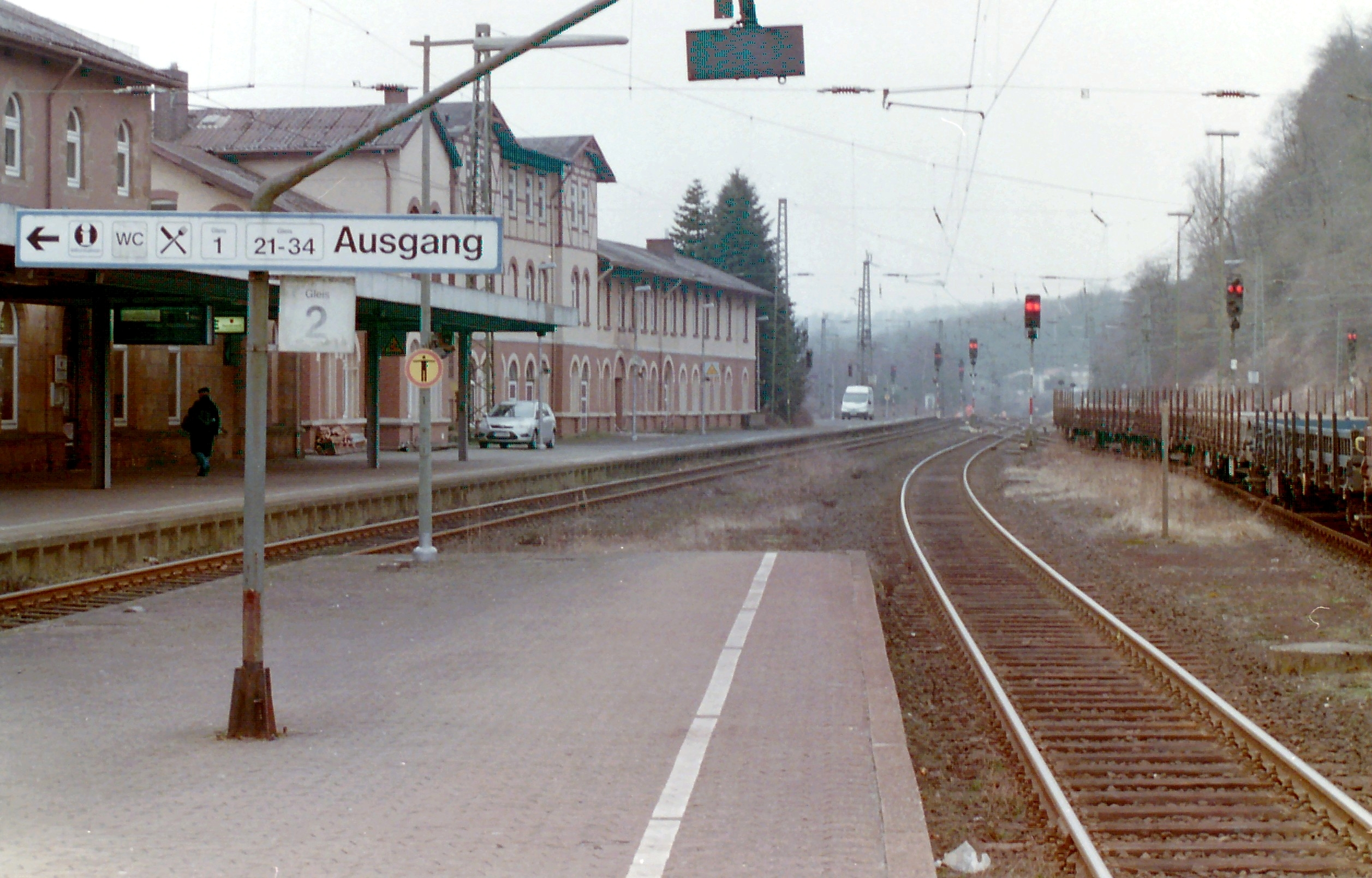
アルテンベーケン駅

#### 道路
東西を結ぶ最も重要な交通路が連邦道 B64号線である。この道路はブーケ地区を通っており、アルテンベーケンをヘクスター地域およびパーダーボルン地域と結びつけている。
この他、州道 L828号線が通っており、北はデトモルトに至り、南はヴァールブルクに通じるアウトバーン A44号線に接続する。州道 L755号線はパーダーボルンおよびヘクスター方面に至るもう一つのルートである。アウトバーン A44号線およびA33号線とは約 15 km 離れている。

#### 鉄道およびバス路線
アルテンベーケン駅は、広域旅客路線 デュッセルドルフ – ハム – カッセル – エアフルト – ライプツィヒ – ドレスデン線とデュッセルドルフ – ハム – カッセル – ミュンヘン線との乗換駅である。近郊鉄道には以下の路線がある。
| 路線番号                  | 路線名                       | 行程 | 運営                   |
| ------------------------- | ---------------------------- | --- | ---------------------- |
| RB 72                     | オストヴェストファーレン鉄道 | ヘルフォルト - ラーゲ - デトモルト - アルテンベーケン - パーダーボルン | ヴェストファーレン鉄道 |
| RE 82                     | 「ライネヴェーバー」         | ビーレフェルト - ラーゲ - デトモルト - アルテンベーケン | オイロバーン           |
| RB 84                     | エッゲ鉄道                   | パーダーボルン - アルテンベーケン - オットベルゲン - ホルツミンデン - クライエンゼン                                                                                             | ノルトヴェストバーン   |
| RB 89                     | エムス＝ベルデ鉄道           | ミュンスター - ハム - パーダーボルン - アルテンベーケン - ヴァールブルク | オイロバーン           |
| ハノーファーSバーン 5号線 | Sバーン 5号線                | パーダーボルン - アルテンベーケン - シュタインハイム - シーダー - リュクデ - バート・ピルモント - ハーメルン - ヴェーツェン - ハノーファー - ランゲンハーゲン - ハノーファー空港 | DB レギオ・ノルト      |

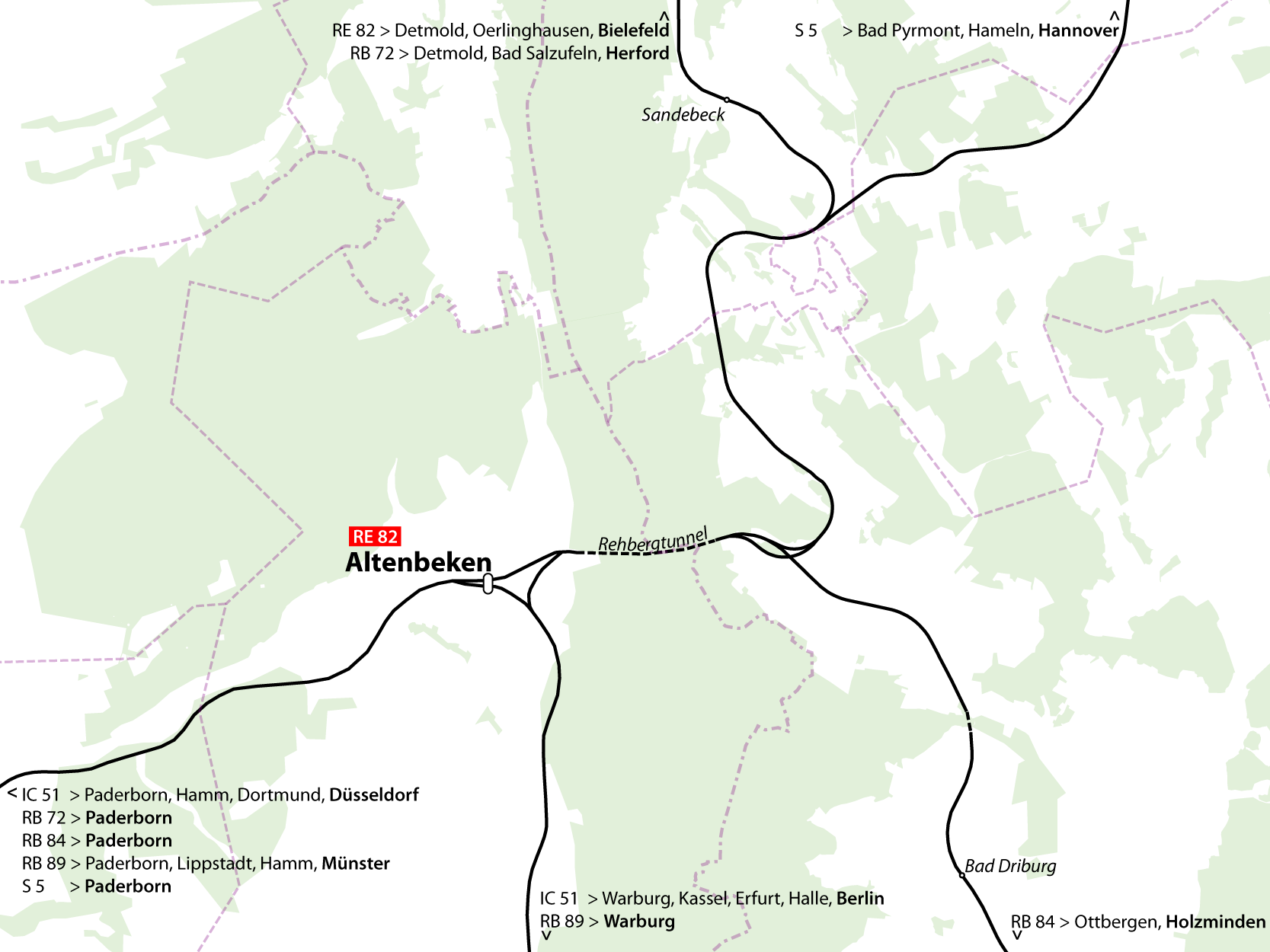
アルテンベーケン付近の鉄道路線図

アルテンベーケン地区およびブーケ地区と上級中心都市パーダーボルンとは、バス路線 R31（バート・ドリーブルク - アルテンベーケン - パーダーボルン）で結ばれている。このバス路線は、平日は1時間間隔で運行している。シュヴァーナイ地区はバス路線 201（パーダーボルン - シュヴァーナイ - ヴィレバートエッセン）を利用する。
アルテンベーケンはパーダーンボルン＝ヘクスター近郊交通連盟 (NPH) の管轄区域に位置している。

#### 空港
約 30 km の距離にあるパーダーボルン/リップシュタット空港には、国際便が離着陸する。

### メディア
アルテンベーケンのニュースは 2つの地方紙ヴェストファーレン＝ブラットおよびノイエ・ヴェストフェリッシェンで知ることができる。パーダーボルン大司教本部は、年4回、パーダーボルン郡およびヘクスター郡向けに郷土史、文学、芸術などの記事を掲載した季刊紙「ディー・ヴァルテ」を刊行している。さらに、アルテンベーケン、ブーケ、シュヴァーナイ向けに行政からのお知らせ、地域の情報やクラブのお知らせを掲載したエッゲ＝ルントブリックが毎月発行されている。アルテンベーケンは、ローカル放送局ラジオ・ホーホシュティフトのサービス提供エリアに含まれている。公共のラジオ・テレビ放送は、西部ドイツ放送 (WDR) のビーレフェルト・スタジオがあり、パーダーボルン地域事務所がアルテンベーケンを管轄している。

### 公共機関
アルテンベーケンには、ケーゲル場、射撃場を有し、300席のスポーツイベント会場にもなる多目的ホール「エッゲハレ」がある。このホールは、地元クラブの活動拠点となっており、また、スポーツイベント、コンサート、世俗祭に利用される。
この他、アルテンベーケンには町営の屋内プールがあり、「ドリーブルガー・グルント」には子供広場や石製のグリル場がある余暇施設がある。
アルテンベーケンの消防団は、アルテンベーケン、ブーケ、シュヴァーナイの3つの消防隊で形成されている。
エッゲ司牧連合に属すカトリックの教区組織は、3つの地区それぞれに教区図書館を運営している。

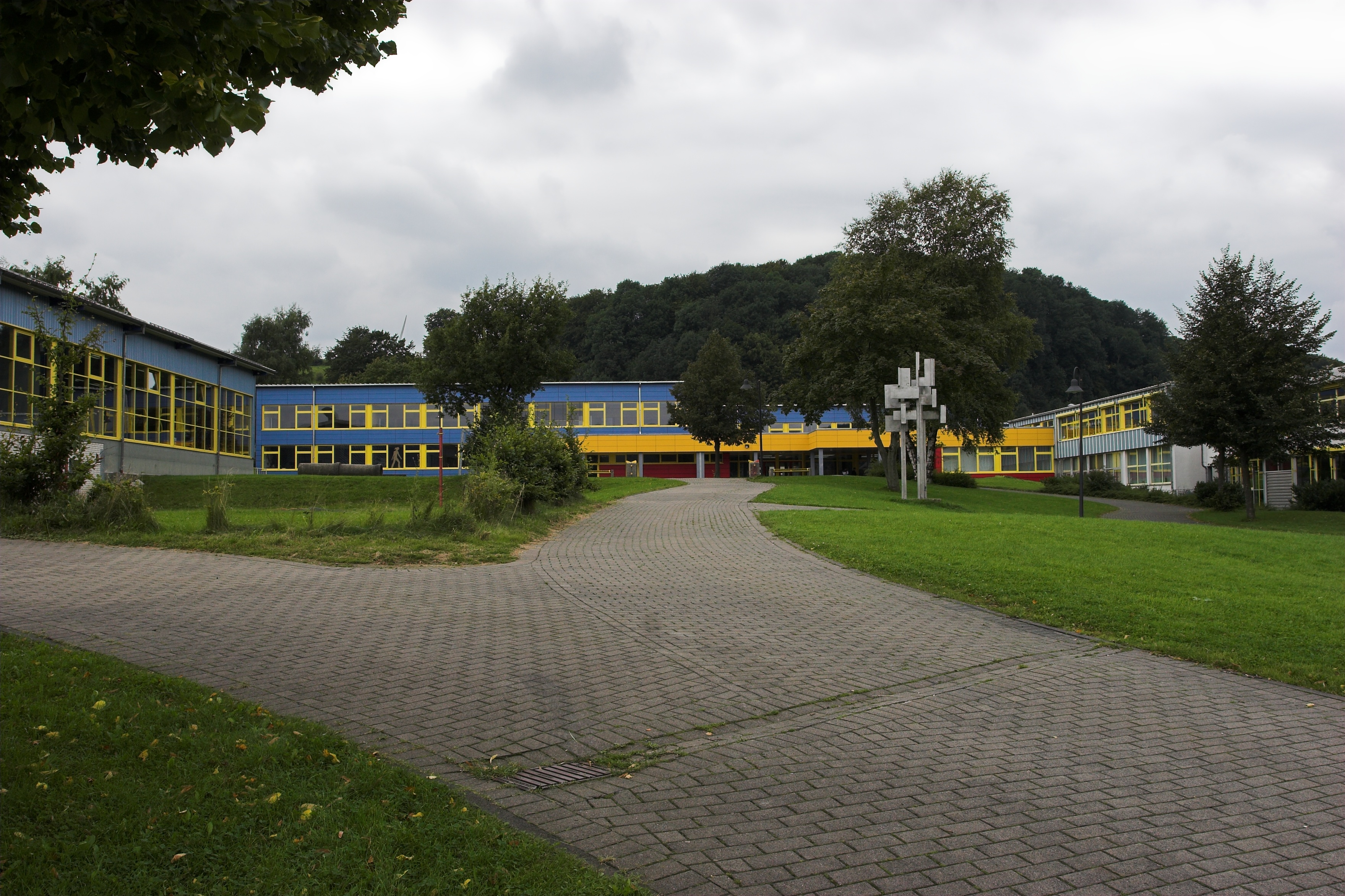
アルテンベーケン学校センター

### 教育
この町には全日制の基礎課程学校が1校、本課程学校が1校ある。これより上級の学校は、隣接するバート・ドリーブルクには聖クサヴァー・ギムナジウムが、ノイエンヘールゼには聖カスパー・ギムナジウムがある。
2014年のこの町の学校には、25人の教員と合わせて 369人の児童・生徒がいた。このうち 85 % が基礎課程学校、15 % が本課程学校である。
アルテンベーケン市民大学はパーダーボルン市民大学の分校であり、成人教育を行っている。
早期教育については、アルテンベーケンとシュヴァーナイにカトリック教会が運営する幼稚園が4園ある。また、ブーケには町が運営する定員 75人の託児所がある。

### 地元企業
アルテンベーケンには中小企業があるが、経済構造は成熟していない。大企業は存在しない。全人口に対する就業率は約 9 % で、パーダーボルン郡の全市町村中最低である。その原因は、旧ドイツ連邦鉄道およびドイツ連邦郵便の大量退職者（早期退職者を含む）である。この町に住む社会保険支払い義務のある労働者の大部分は他の市町村に通勤している。

## 人物

### ゆかりの人物
- フランツ・クルッケンベルク（ドイツ語版、英語版）（1882年 - 1965年）鉄道技師。1930年にアルテンベーケン - クライエンゼンカンでシーネンツェッペリンの初試験走行を行った。